# Verrucobunus trispinosus
Verrucobunus trispinosus is een hooiwagen uit de familie Sclerosomatidae.